# Sanjūgo Naoki
Sanjūgo Naoki (直木 三十五, Naoki Sanjūgo, 12 février 1891 – 24 février 1934) est le nom de plume d'un romancier japonais des ères Taishō et Shōwa. Son véritable nom est Sōichi Uemura (植村 宗一, Uemura Sōichi).

## Jeunesse
Naoki Sanjūgo naît dans ce qui est à présent l'arrondissement de Chūō-ku à Osaka. Il est frère d'Uemura Seiji, l'historien renommé, spécialiste de l'histoire de l'Asie de l'est. Contre la volonté de son père, Naoki fréquente les écoles préparatoires de l'université Waseda en vue d'étudier la littérature anglaise, mais est contraint de quitter occasionnellement l'école en raison de son incapacité à payer les frais de scolarité. En 1920, il collabore avec Ton Satomi, Masao Kume et Isamu Yoshii à la revue littéraire Ningen (« Humain »). Il retourne à Osaka peu de temps après le  séisme de 1923 de Kantō. Dans un premier temps, il essaye de travailler dans une entreprise de cosmétiques, mais est vite attiré vers le monde littéraire.

## Carrière littéraire
À l'invitation de Matsutarō Kawaguchi, Naoki commencer à travailler à Osaka comme rédacteur en chef de la revue littéraire Kuraku (« Les Joies et les peines »), à laquelle il confie également ses propres textes de fiction, et il commence bientôt à publier des romans. Intéressé par les nouvelles tendances du cinéma, il s'essaye également à l'écriture de scénarios, mais ne parvient à intéresser aucune société de production. En 1927, il décidé de revenir à Tokyo où les possibilités semblent plus prometteuses. Il obtient un poste à la revue littéraire Bungeishunjū, où il développe une réputation pour l'écriture cinglante de critique littéraire, mélangée à des potins scandaleux à propos de l'écrivain, ce qui scandalise beaucoup de ses contemporains.
En 1929, il parvient à faire paraître dans un hebdomadaire un roman historique, Yui Kongen Taisakki, en feuilleton, et un roman historique similaire consacré à la rébellion de Satsuma, Nangoku Taiheiki, l'année suivante dans un journal. Le succès de ces deux titres l'établit fermement comme écrivain de fiction populaire.
Son roman Mito Komon Kaikokuki, récit historique des voyages dans les provinces du Japon de Tokugawa Mitsukuni sous un déguisement est la base d'un film avec Ryūnosuke Tsukigata en vedette et le premier de quelque cinquante de ses romans adaptés au cinéma. Ce même roman est plus tard adapté en série télévisée de très longue durée, Mito Kōmon (en), qui reste encore populaire de nos jours, et qui est en grande partie responsable de la transformation du Tokugawa Mitsukuni historique en héros populaire.
Naoki a la réputation d'être excentrique, comme en témoigne son choix d'un nom de plume, dont il change quatre fois entre 31 et 35 ans pour correspondre à son âge cette année-là (il omet 34 ans parce que 4 est un nombre malchanceux selon la superstition japonaise). Quand il atteint l'âge de 35 ans (sanjūgo), il décide de conserver le même nom pour n'en plus changer par la suite.
Outre ses romans historiques tels Araki Mataemon et Odoriko Gyojoki, Naoki écrit également des biographies de personnalités historiques, dont Kusunoki Masashige, Ashikaga Takauji et Genkuro Yoshitsune, ainsi que des ficions sociales contemporaines, dont Nihon no Senritsu (« Le Japon frissonne »), et Hikari: Tsumi to Tomoni (« Lumière : avec crime »).
Naoki meurt en 1934 à l'âge de 43 ans des suites d'une encéphalite japonaise foudroyante. Yasunari Kawabata, avec qui Naoki partage une passion commune pour le jeu de go, écrit l'éloge pour ses obsèques. Sa tombe se trouve au Chōshō-ji dans l'arrondissement de Kanazawa-ku de Yokohama.

## Postérité
En 1935, suivant la suggestion de Kan Kikuchi (fondateur du magazine Bungeishunjū), le nom de Naoki est donné à un prix de littérature populaire, le prix Naoki. C'est, avec le prix Akutagawa pour nouveaux écrivains, un des prix littéraires les plus prestigieux du Japon.

## Source de la traduction
- (en) Cet article est partiellement ou en totalité issu de l’article de Wikipédia en anglais intitulé « Sanjugo Naoki » (voir la liste des auteurs).